# Sara Hallbauer
Sara Hallbauer (* 1980) ist eine deutsche Langstrecken-Radfahrerin, Vortragsrednerin und Bloggerin.

## Werdegang
Ihre erste mehrtägige Fahrradtour legte Sara Hallbauer am Ende des ersten Corona-Lockdowns 2020 zurück. Die Fahrradreise führte über 1.600 km und 20.000 Höhenmeter von Rheinfelden (Baden) nach Kap Arkona auf Rügen. Das Bikepacking Trans Germany ist eine Tour für Selbstversorger. Dabei ist fremde Hilfe untersagt.
2021 fuhr Sara Hallbauer den Tuscany Trail. Das Rennen, das im italienischen Massa startet, ist über 500 km lang und misst 8.000 Höhenmeter. Der Asphaltanteil liegt bei 35 Prozent, 50 Prozent entfallen auf Schotterstraßen, der Rest auf Singletrails und Waldwege.
Im Sommer 2021 folgte das ALBTraum Bikepacking, eine Tour auf der schwäbischen Alb mit 500 km und 9.000 Höhenmetern.

## Erfolge

Sara Hallbauer in Fahrradmontur im Vorderriss. 2021.

Sara Hallbauer begann 2019 mit dem Ultracycling und war 2021 zweitschnellste Frau beim NorthCape4000, einer 4.500 km langen Tour von Rovereto (Italien) bis zum Nordkap (Norwegen). Sie legte die Strecke in 17 Tagen, 1 Stunde und 56 Minuten zurück.
Im Februar 2022 nahm sie an der Ultracycling Rennserie GranGuanche auf den Kanaren teil (600 km und 14.000 Höhenmeter) wo sie als dritte Frau ins Ziel kam.
Im Juli 2022 kam sie beim Race across France als einzige Frau ohne Unterstützung nach ca. 2.500 km und etwa 37.000 Höhenmetern ins Ziel.
Im Mai 2023 nahm sie am Italy Divide teil und wurde Erste bei den Frauen. Im Gesamtklassement wurde sie mit 132 Stunden Fahrzeit 32. Das Rennen gewann der Belgier Lieven Schroyen in 98 Stunden und sechs Minuten. Die zweitbeste Frau kam nach 152 Stunden ins Ziel. Das Italy Divide führt von Pompeji nach Torbole am Gardasee und die Strecke passiert Neapel, Rom, Siena, Florenz und Bologna und gilt aufgrund der technischen Anforderungen und der vielen Schiebepassagen als eines der anspruchsvollsten Gravel- und MTB Ultrarennen Europas.
Im August 2023 war sie unter den Finisher des Radrennens Transcontinental Race, das über 3.939 Kilometer und etwa 50.000 Höhenmeter von Belgien nach Griechenland führt. Es gilt als "weltgrößtes unsupported-Rennen". Kurz darauf war sie Teilnehmerin des alle vier Jahre stattfindenden Radrennens Paris-Brest-Paris, "Die Tour de Force der Enthusiasten".

## Veröffentlichungen
Seit 2021 führt Sara Hallbauer einen Blog, der sich mit Themen ums Endurance Rennrad, Gravelbike oder Bikepacking-Radfahren beschäftigt. Darin veröffentlicht sie Reportagen über ihre Touren und Berichte über beliebte Radveranstaltungen. In Vorträgen berichtet sie über ihre Erfahrungen. Im Frühjahr 2023 war sie auf dem Titelbild des Globetrotter-Kundenmagazins und mit einer mehrseitigen Story über ihre Erfahrungen vertreten.

## Persönliches
Sara Hallbauer ist verheiratet, arbeitet im Marketing beratend und lebt in der Nähe von Bad Tölz.